# Stirling City
Stirling City is een plaats met ongeveer 400 inwoners in Butte County in Californië in de VS.

## Geografie
Stirling City bevindt zich op een hoogte van 1088 meter.

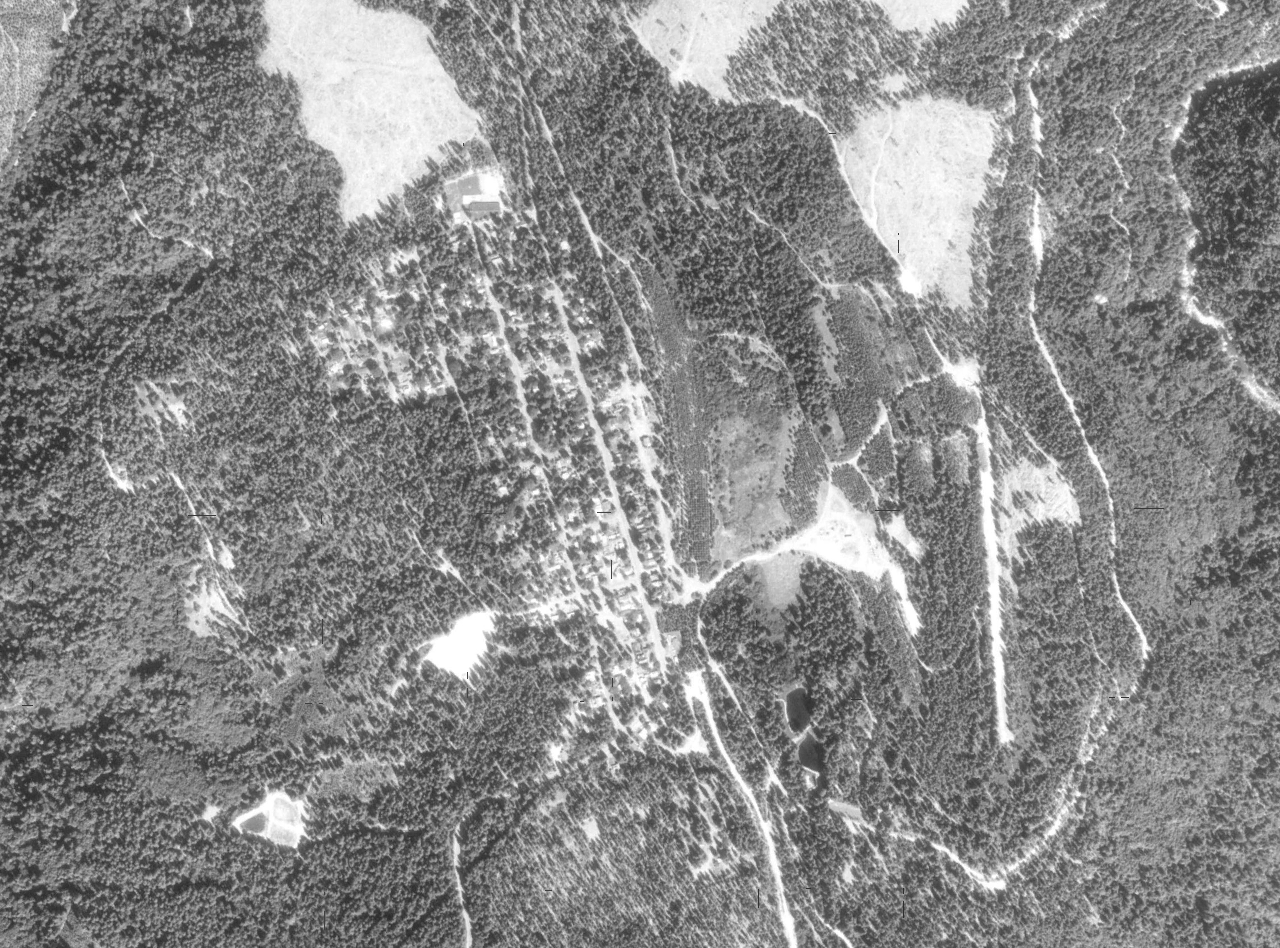
Satellietfoto van Stirling City